# Lamania gracilis
Lamania gracilis es una especie de arañas araneomorfas de la familia Tetrablemmidae.

## Distribución geográfica
Es endémica de Bali (Indonesia).